# Harry Belafonte
Harold George Belafonte, Jr. (født 1. marts 1927, død 25. april 2023) var en amerikansk musiker, skuespiller og borgerrettighedsforkæmper.
Harry Belafonte brød igennem som fortolker af Calypso-musik med albummet Calypso i 1956. Albummet blev det første album i historien,der solgte mere end 1 million eksemplarer. Albummet indehold bl.a. sangen "The Banana Boat Song" med dens velkendte "Day-O". Andre populære Belafonte-sange i genren er Island in the sun, Jamaica Farewell og Matilda.
Herhjemme inspirerede Belafonte bl.a. duoen Nina & Frederik til at spille calypso-sange, og parret indspillede flere coverversioner af Belafontes sange.
Udover calypso-genre har Belafonte med succes fortolket musical-sangen Try To Remember.
Belafonte medvirkede tillige i en lang række film, herunder Carmen Jones (1954), Island in the Sun (1957) Odds Against Tomorrow (1959).

## Privatliv
Belafonte blev født i Harlem i New York City i 1927 som søn af Harold George Bellanfanti, Sr. fra Martinique og Melvine fra Jamaica. Belafonte blev navngivet Harold George Bellanfanti, Jr. efter faderen. Fra 1932 til 1940 boede han hos bedstemoderen på Jamaica.
Til Susanne Rostocks dokumentarfilm Sing Your Song forklarede Belafonte om tiden på Jamaica:
| „ | Arbejdet var opslidende. Næsten alle de sange, jeg siden har sunget har jeg hørt folk, bønder og min egen familie synge dengang. | “ |

Efter opholdet på Jamaica tog han tilbage til New York, hvor han gik på George Washington High School, hvorefter han gik ind i US Navy under 2. verdenskrig.
Belafonte var en aktiv støtte af den amerikanske borgerrettighedsbevægelse og var senere i sit liv involveret i velgørenhedsarbejde og politisk aktivisme.
Han fik en søn ved navn David Belafonte og var svigerfar til den danske fotomodel Malena Belafonte.

## Diskografi
- Mark Twain And Other Folk Favourites (1954)
- Belafonte (1956)
- Calypso (1956)
- An Evening With Belafonte (1957)
- Belafonte Sings Of the Caribbean (1957)
- To Wish You A Merry Christmas (1958)
- Belafonte Sings The Blues (1958)
- Love Is A Gentle Thing (1959)
- Porgy And Bess (1959)
- Belafonte at Carnegie Hall (1959)
- My Lord What A Morning (1959)
- Belafonte Returns To Carnegie Hall (1960)
- Swing That Hammer (1960)
- Jump Up Calypso (1961)
- Midnight Special (1962)
- Many Moods Of Belafonte (1962)
- Streets I Have Walked (1963)
- Belafonte At The Greek Theatre (1964)
- Ballads, Blues And Boasters (1964)
- An Evening With Belafonte/Makeba (1965)
- An Evening With Belafonte/Mouskouri (1966)
- In My Quiet Room (1966)
- Calypso In Brass (1966)
- Belafonte On Campus (1967)
- Belafonte Sings Of Love (1968)
- Homeward Bound (1969)
- Belafonte By Request (1970)
- Harry & Lena, For The Love Of Life (1970)
- The Warm Touch (1971)
- Calypso Carnival (1971)
- Belafonte...Live (1972)
- Play Me (1973)
- Concert In Japan (1974)
- Turn The World Around (1977)
- Loving You Is Where I Belong (1981)
- Paradise In Gazankulu (1988)
- Belafonte '89 (1989)
- An Evening With Harry Belafonte And Friends (1997)
- The Long Road To Freedom, An Anthology Of Black Music (2001)

## Filmografi
- BlacKkKlansman (2018)